# Be Right There
Be Right There è un brano musicale pubblicato da Diplo eseguito in collaborazione con il disc jockey canadese Sleepy Tom, reso disponibile per il download digitale dal 16 ottobre 2015.
Il singolo è un campione di Don't Walk Away brano del 1992 cantato dalle Jade ed è un remix moderno di "Jungle Jazz" dei Kool & the Gang e That Girl di Stevie Wonder.